# 長沙県
長沙県（ちょうさ-けん）は中華人民共和国湖南省長沙市に位置する県。

## 行政区画
- 街道:星沙街道、泉塘街道、湘竜街道、㮾梨街道、長竜街道
- 鎮:黄興鎮、江背鎮、黄花鎮、春華鎮、果園鎮、路口鎮、高橋鎮、金井鎮、福臨鎮、青山鋪鎮、安沙鎮、北山鎮、開慧鎮

## 交通

### 鉄道
- 長沙地下鉄2号線
  - 光達駅